# Oxabétrinil
Le oxabétrinil est un phytoprotecteur utilisé en combinaison avec l'herbicide métolachlore pour le traitement des graines de sorgho.